# Homburg (Hamm)
Die Homburg, auch Humburg, Hohenburg oder Homburgs Knapp genannt ist eine abgegangene große mittelalterliche Turmhügelburg (Motte) am Südufer der Lippe. Im zwölften Jahrhundert diente sie als Sitz der Grafen von Berg. Sie lag rund 1,5 km nordwestlich des heutigen Stadtbezirks Hamm-Herringen. Einstmals eine der größten Burgen der Region, ist von ihr heute so gut wie nichts mehr erhalten.

## Lage
Die Homburg oder Hohenburg befand sich am Südufer der Lippe, rund 1,5 km nordwestlich des heutigen Stadtbezirks Hamm-Herringen, 500 Meter westlich von Haus Nordherringen. Von der Lünener Straße erreicht man über einen 400 Meter langen Feldweg den Torksweg. Von dieser Stelle aus sieht man eine großflächige Bergehalde, deren Nordrand den südlichen Rest der Burganlage überdeckt. Der überwiegende Teil der Homburg befand sich im Bereich des heutigen Kanalhafens des VEW Gerstein Kraftwerks. Er ist somit vollständig verschwunden.

## Historisches Erscheinungsbild
Bei der Homburg handelt es sich um eine Motte, eine der größten in Norddeutschland. Sie bestand aus zwei künstlich aufgeschütteten Hügeln. Der nördliche von ihnen hatte noch gegen Ende des 19. Jahrhunderts einen Durchmesser von 75 Meter und eine Höhe von 9 Meter. Der südliche maß 90 × 75 Meter und hatte eine Höhe von 3 Meter. Beide Erhebungen stiegen randlich steil an und waren oben plateauartig abgeflacht.
Der Nordhügel lag in unmittelbarer Nachbarschaft des Lippeufers in der von Sümpfen durchzogenen Aue. Er bestand größtenteils aus Sand, der an bestimmten Stellen mit grauem Mergel durchsetzt war. Der flachere Südhügel war hingegen auf der trockenen Terrasse errichtet und von einem etwa 2 Meter tiefen und 4 Meter breiten Graben umgeben (im Bereich zwischen den Hügeln wurde der Graben bis zu etwa 3 Meter tief und 6 Meter breit). Beschreibungen aus dem 19. Jahrhundert lassen vermuten, dass südlich der Burg ein Sicherungssystem aus Gräben und Wällen existierte, dessen genaue Ausmaße sich jedoch heute nicht mehr bestimmen lassen.
Wie die meisten Motten war auch die Homburg in eine Vor- und eine Hauptburg untergliedert.
Nach den archäologischen Erkenntnissen und durch Vergleiche mit anderen Burgen ist davon auszugehen, dass auf dem höheren nördlichen Hügel ursprünglich ein mächtiger Wehrturm als Kernstück der Befestigungsanlage stand. Die Vorburg befand sich auf dem südlichen Hügel. Vermutlich standen hier auch die Wirtschafts- und Wohngebäude. Größere Baustrukturen aus Stein hat es auf der Homburg offensichtlich nicht gegeben – ganz im Gegensatz zur Burg Mark, die sich ebenfalls im Stadtgebiet des heutigen Hamm befindet und etwa zur gleichen Zeit errichtet worden sein muss. Befestigungsmauern und Häuser bestanden aus Holz.
Es gibt durchaus Rekonstruktionsvorschläge, allerdings haben diese hypothetischen Charakter. So ist etwa die Befestigung durch Palisaden archäologisch nicht nachgewiesen, im Vergleich mit anderen, besser erforschten Burganlagen aus der gleichen Zeit jedoch sehr naheliegend.

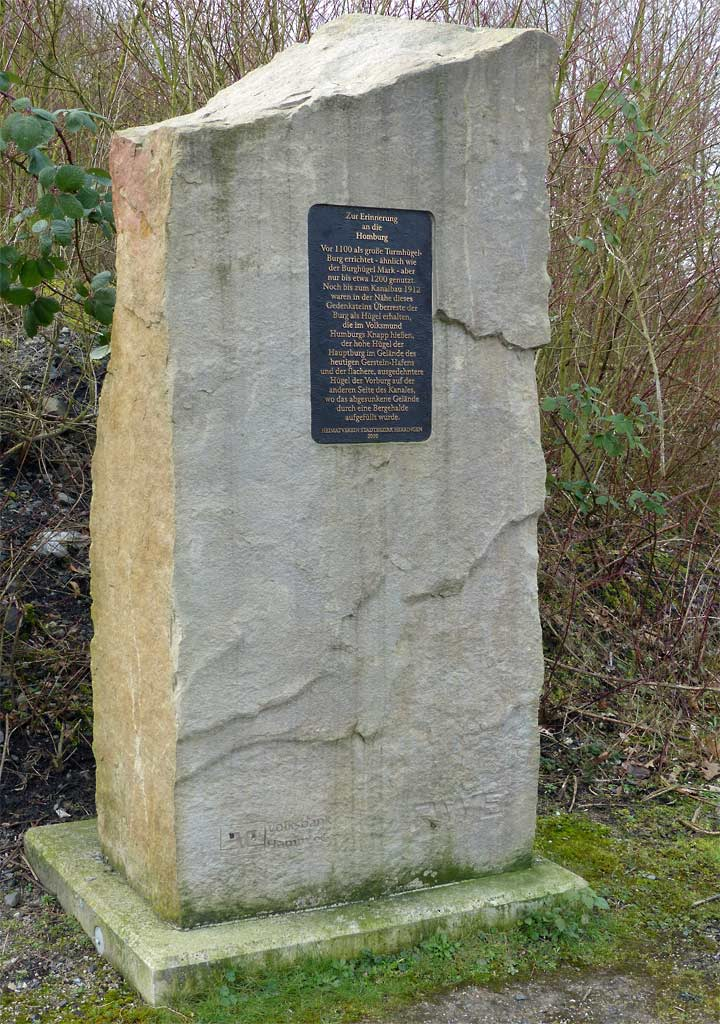
Gedenkstein am Kanalhafens des VEW Gerstein Kraftwerks

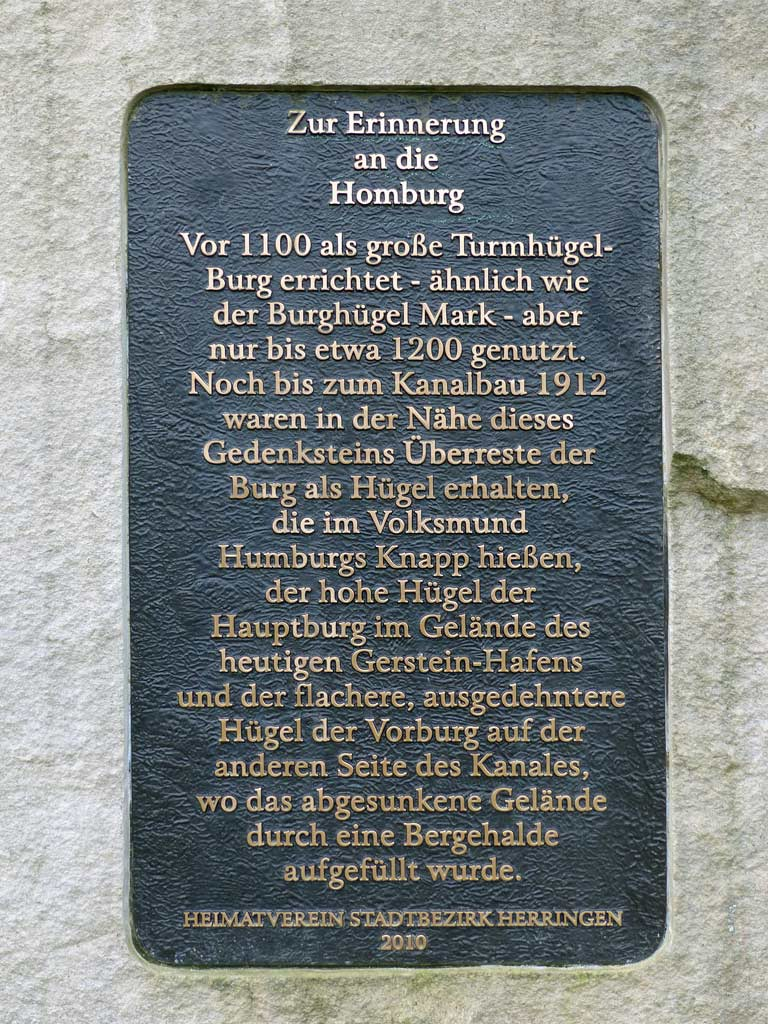
Tafel auf dem Gedenkstein

## Geschichte
Angesichts ihrer Größe muss die Homburg eine bedeutende Burg gewesen sein. Es erstaunt daher, dass es in den zeitgenössischen mittelalterlichen Quellen keinerlei Anhaltspunkte für ihre Existenz oder Geschichte gibt. Nicht einmal der mittelalterliche Name zur Zeit ihrer Benutzung ist bekannt. Heinrich von Hövel, der im 16. Jahrhundert lebte, hegte die Vermutung, dass sich der Name Homburg von den Hunnen ableitet. Nach J. D. von Steinen ist der Name jedoch eher auf den Begriff "Hoemborgh" (zu interpretieren als Hohe Burg) zurückzuführen. Von Steinen stützt dies auf eine Urkunde aus dem 17. Jahrhundert, die wiederum auf eine andere, nicht mehr erhaltene Urkunde Bezug nimmt.
Um den Platz, an dem sich die Homburg befand, ranken sich mehrere Sagen. In der Römerzeit soll hier eine geheimnisvolle germanische Seherin gelebt haben, die Velda oder Veleda genannt wurde. Ferner heißt es, die Ritter von der Homburg seien im Mittelalter strenge, bisweilen grausame Herren gewesen. Der letzte von ihnen soll sogar auf einem eisernen Stuhl zu Gericht gesessen haben, der sich einige hundert Meter lippeaufwärts an der "Krausen Linde" befunden haben soll. Die Bauern hätten ihn oft auf seinem eisernen Stuhl aus der Lippe aufsteigen sehen.
Der Erbauer der Burg war offensichtlich der obersten Gesellschaftsschicht zugehörig. Die Burg wurde direkt an der Bistumsgrenze von Köln zu Münster errichtet, unweit des Dorfes Herringen. Dort war das Kloster Deutz Besitzer des Haupthofes und der Kirche. Es ist bekannt, dass die Vögte des Klosters Deutz, die Herren von Berg, um 1075 die Grafschaft Hövel erbten (andere Ansicht: nach 1124). Die Burg war also möglicherweise Sitz der Grafen von Berg als Vögte des Klosters Deutz. Die Anlage wäre dann nach 1075 bzw. 1124 erbaut worden. Für den Bau der Homburg erst im 12. Jahrhundert spricht auch, dass der Grafentitel bei den Bergern erst 1077 nachweisbar ist. Außerdem übten die Grafen von Berg ihre Herrschaft im zum Bistum Münster gehörenden nördlichen Teil der Grafschaft nicht selbst aus, sondern ließen sie von anderen Adeligen verwalten. Stattdessen herrschten sie südlich der Lippe selbst, wohl gestützt durch ihr traditionell gutes Verhältnis zu den Erzbischöfen von Köln (die Familie Berg stellte allein fünf der Erzbischöfe von Köln). Es drängt sich die Vermutung auf, dass die Grafen von Berg nach 1160 keine so mächtige Burg mehr errichtet hätten, da sie in diesem Jahr vom Kölner Erzbischof mit der Herrschaft Altena belehnt wurden. Die Bauzeit der Homburg könnte also zwischen 1070 und 1160 eingegrenzt werden.
Die Homburg diente als Herrschaftsmittelpunkt und Repräsentationsbau der neuen Herrschaft der Grafen von Berg an der Lippe.
Archäologische Funde weisen darauf hin, dass die Burg um 1200 oder in den ersten Jahrzehnten des 13. Jahrhunderts abgebrannt sein muss. Diese Zeitangabe deckt sich auffällig mit der Zerstörung der Burg und Stadt Nienbrügge im Jahre 1225, die eine Folge des Mordes an dem Kölner Erzbischof Engelbert I. von Köln durch die Verbündeten des Friedrich von Isenberg war. Da sich die Homburg ebenfalls im Besitz des Adelsgeschlechtes Berg-Altena-Isenberg befand, ist es durchaus wahrscheinlich, dass auch die Zerstörung der Homburg in diesem Zusammenhang zu sehen ist.
Ferner hat die Auswertung von archäologischem Material ergeben, dass die Burg im Jahre 1388 bereits seit fast zwei Jahrhunderten nicht mehr bewohnt gewesen ist. Es drängt sich also die Annahme auf, dass die Burg entweder bei ihrer mutmaßlichen Zerstörung im Jahre 1225 oder um 1160 im Zuge der Übersiedlung auf die Burg Altena aufgegeben worden ist.
Nachfolgebau der Homburg war möglicherweise das Haus Nordherringen. Dieses im 19. Jahrhundert abgebrochene Bauwerk wurde als Burganlage der Grafen von der Mark an der Mündung des Herringer Bachs in die Lippe angelegt. Die Anlage diente der Sicherung der Lippegrenze nach Norden. Es befand sich nur etwa einen halben Kilometer lippeaufwärts. 
1912 wurde die Anlage durch den Bau des Datteln-Hamm-Kanals massiv beschädigt. Der Kanal verläuft mitten durch die Burg. Im Frühjahr 1936 wurde der nördliche Hügel fast vollständig abgetragen, um damit feuchte Altarme der Lippe aufzufüllen und neues Weideland zu gewinnen. Am 4. August 1971 brach rund 100 Meter östlich von Homburgs Knapp der Kanaldamm. Bulldozer schoben daraufhin die verbliebenen Erdmassen der Hauptburg zur Verstärkung der Bruchstelle heran. Nach 1976 wurde der nicht durch den Kanalbau gestörte Teil der Vorburg von einer Bergehalde überschüttet. 1990 beseitigte man die letzten Reste der Hauptburg bei der Anlage des Kanalhafens für das Gersteinwerk.

## Archäologische Forschung
Zu den ersten Grabungen und Funden kam es 1851 bis 1861. Hier hat sich besonders Hofrat Moritz Friedrich Essellen aus Hamm hervorgetan. Um 1900 wurde die Hohenburg durch den Dortmunder Museumsdirektor Albert Baum untersucht. Im Zuge des Baus des Datteln-Hamm-Kanals 1912 konnten trotz der weitestgehenden Zerstörung der Anlage zahlreiche wertvolle Funde geborgen werden. Diese sind heute Besitz der Staatlichen Museen zu Berlin. Der damalige Direktor des Gustav-Lübcke-Museums der Stadt Hamm, Ludwig Bänfer, hat 1936 im Zuge der Zerstörung des nördlichen Hügels viele archäologische Informationen dokumentiert. Diese Aufzeichnungen sind jedoch während des Zweiten Weltkrieges vernichtet worden, lediglich die Fotos sind erhalten geblieben. Im folgenden Jahr führte Uwe Lobbedey vom damaligen Landesamt für Denkmalpflege eine kleinere Ausgrabung im südlichen Bereich der Vorburg durch. Diese blieb jedoch weitestgehend ergebnislos.

### Funde
In den Jahren 1860/61 wurde an der Nordseite der Hauptburg ein ca. 4 × 4 Meter großer Gebäudegrundriss freigelegt. Es handelte sich um einen Keller mit einer Wandverkleidung aus trockengemauerten Bruchsandsteinen, der bis ca. 1,5 Meter unter die Hügeloberfläche eingetieft war und einen nach Süden gerichteten Eingang aufwies. Das zugehörige Gebäude ist einem Brand zum Opfer gefallen – einige Sandsteine waren durch Hitze gerötet und die Kellerführung stark mit Holzkohle und Asche durchsetzt. Im Gebäudeinneren fand sich ein Kastenschloss mit eisernem Überwurf, das wohl zu einer Truhe gehört. Es wurden auch mehrere Waffen gefunden, eine eiserne Lanzenspitze und insgesamt fünf Pfeilspitzen. Zu den weiteren Funden aus dieser Zeit gehören Hufeisen, Stachelsporen und ein Eisenring.
Die Grabungen 1912 förderten mehrere bronzene Beschläge eines Pferdezaumzeugs und einen großen, länglich geschwungenen Beschlag mit Ornamenten an den Enden zutage. Das Oberteil eines Bronzeleuchters belegt den gehobenen Lebensstil der Burgbewohner. Häufig sind Relikte abschließbarer Truhen. Scherben von Tongefäßen bestehen vor allem aus grauer Irdenware. Zwischen den beiden Hügeln wurden zudem Reste einer hölzernen Brücke angetroffen.
Das bedeutendste Fundstück, der obere Teil eines romanischen Kerzenleuchters, wurde 1921 von dem Bergmann Simon aus Nordherringen entdeckt. Es ähnelte formal dem 1912 gefundenen Bronzeleuchter, ist jedoch weitaus aufwendiger gestaltet.
1936 wurden dann zahlreiche Keramikfragmente gefunden. Ein Kettenhemd, das am Fuß der Westseite entdeckt worden war, ist leider nicht erhalten.